# Сент Чарлс (Мичиген)
Сент Чарлс (енгл. St. Charles) град је у америчкој савезној држави Мичиген.

## Демографија
По попису из 2010. године број становника је 2.054, што је 161 (-7,3%) становника мање него 2000. године.
| Група             | 2000.         | 2010.         |
| Белци             | 2.098 (94,7%) | 1.895 (92,3%) |
| Афроамериканци    | 15 (0,7%)     | 19 (0,9%)     |
| Азијати           | 3 (0,1%)      | 2 (0,1%)      |
| Хиспаноамериканци | 74 (3,3%)     | 107 (5,2%)    |
| Укупно            | 2.215         | 2.054         |